# Bruce Mouat
Bruce Mouat (ur. 27 sierpnia 1994 w Edynburgu) – szkocki curler, wicemistrz olimpijski z Pekinu 2022, mistrz, wicemistrz i brązowy medalista mistrzostw świata, mistrz świata par mieszanych oraz juniorów, mistrz Europy.
Studiował zarządzanie festiwalami i wydarzeniami z przedsiębiorczością na Edinburgh Napier University.

## Udział w zawodach międzynarodowych

### Kariera juniorska
Dwukrotnie startował w mistrzostwach świata juniorów. Podczas obu występów był skipem szkockiej reprezentacji. W 2015 wywalczyła ona brązowy medal. W 2016 Szkoci zostali mistrzami świata.
Będąc skipem reprezentacji Wielkiej Brytanii zdobył złoto na Zimowej Uniwersjadzie 2017 w Ałmaty

### Kariera seniorska
Występy na seniorskich turniejach międzynarodowych rozpoczął od mistrzostw świata par mieszanych. Wystąpił w nich czterokrotnie w parze z Giną Aitken, zajmując następujące lokaty:
- w 2013 7. miejsce[5]
- w 2014 9. miejsce[6]
- w 2016 4. miejsce[7]
- w 2017 11. miejsce[8];

oraz raz w parze z Jennifer Dodds:
- w 2021 1. miejsce[9].

#### Skip reprezentacji Szkocji
Od 2018 jest skipem seniorskiej reprezentacji Szkocji na imprezach międzynarodowych rangi mistrzowskiej. Stał na czele szkockiej drużyny, która zdobyła mistrzostwo kontynentu na Mistrzostwach Europy 2018.
Był skipem na trzech kolejnych mistrzostwach świata. Prowadzona przez niego drużyna zajmowała następujące miejsca:
- 2018 3. miejsce[11]
- 2019 6. miejsce[12]
- 2021 2. miejsce[a][13][14]

Po roku przerwy drużyna Mouata ponownie reprezentowała Szkocję na mistrzostwach świata w 2023 roku w Ottawie, gdzie zdobyli złoty medal, w finale pokonując Kanadę (Brad Gushue).

#### Reprezentacja Wielkiej Brytanii
Uczestnik Zimowych Igrzyskach Olimpijskich 2022, na których prowadzona przez niego drużyna wywalczyła srebrny medal. Na tych samych igrzysk wystąpił również w turnieju par mieszanych, na którym w parze z Jennifer Dodds był czwarty.